# سنت-آن-دو-لا-پراد، کبک
سنت-آن-دو-لا-پراد (به فرانسوی: Sainte-Anne-de-la-Pérade) شهری در منطقه شهری له شنو ناحیه موریسی در استان کبک کانادا است. در سرشماری سال ۲۰۱۱ این شهر ۲٬۱۶۰ نفر جمعیت داشته‌است و مساحت آن ۱۰۷٫۹۴ کیلومتر مربع است.